# Мезуя железная
Мезуя железная, Цейлонское железное дерево, Мезуа железная, Индийское железное дерево (лат. Mésua férrea) — вид рода Мезуя (Mesua) семейства Калофилловые (Calophyllaceae); одно из «железных деревьев».

## Название
Родовое название лат. Mésua растение получило по имени арабского философа, натуралиста Месуэ (777—857), лейб-медика Гаруна эль Рашида. Видовой эпитет лат. ferreus, a, um — железный происходит от ferrum — железо.

## Ареал и распространение
Родина вида — остров Цейлон, но культивирование распространено от Ассама и южного Непала до юга Малайского полуострова. В Шри-Ланке во влажных лесах произрастает на высоте до 1500 м.

## Морфологическое описание

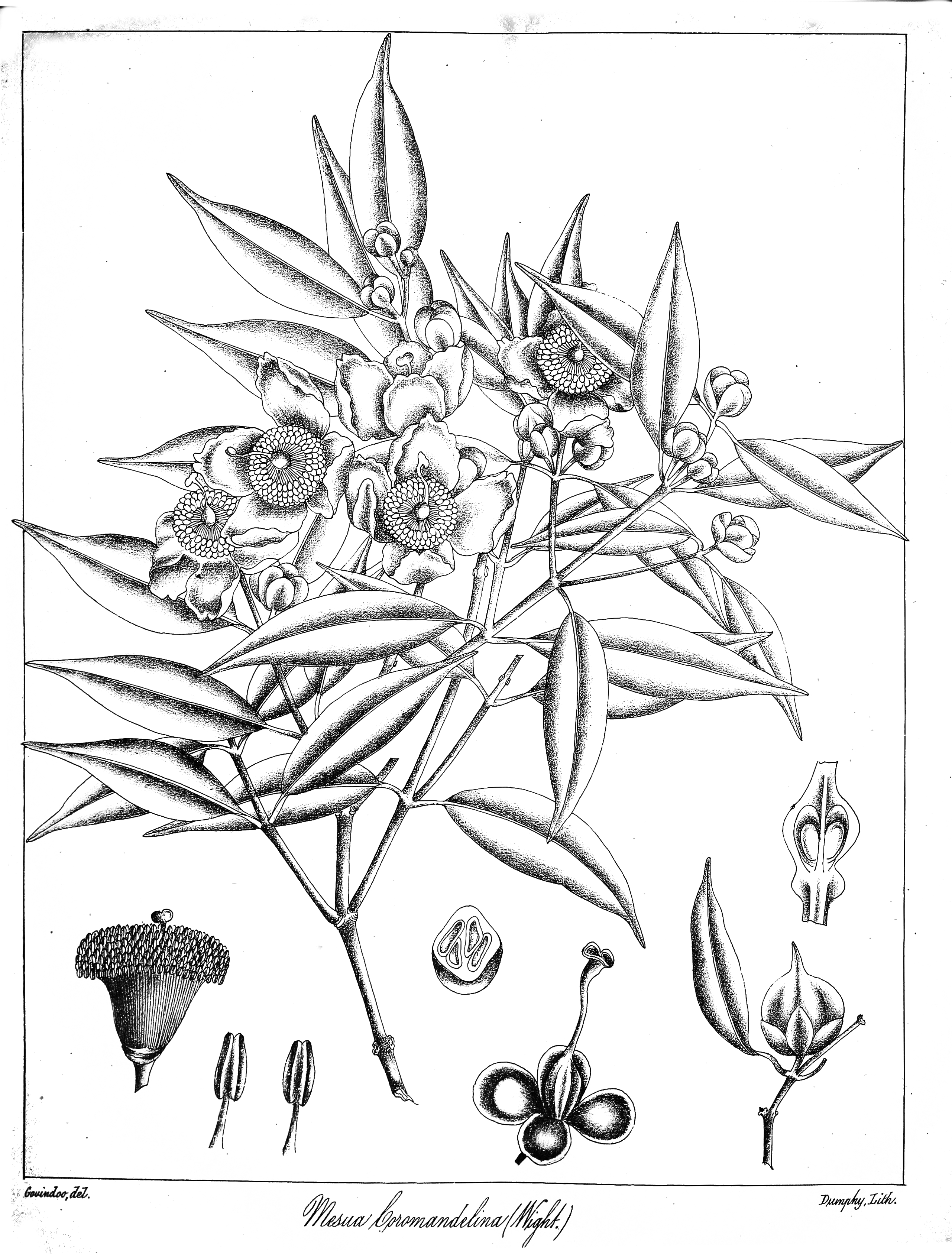
Mesua ferrea. Ботаническая иллюстрация Govindoo

Высота деревьев составляет до 30 м, а диаметр ствола у основания — до 2 м. Листья 8-15 см длиной, нижняя часть беловатая. Новые листья — жёлтые, розовые или красноватые. Цветки пахучие, 5-7 см в диаметре, с четырьмя белыми лепестками, в центре — многочисленные жёлтые тычинки.
Плод сферический, слегка оттянутый, несёт 1-4 семени тёмно-коричневого цвета с шероховатой поверхностью. Основание плодов погружено в камедь, иногда камедь целиком покрывает их.
Древесина очень твёрдая и тяжёлая (плотность около 1,12 г/см³).

## Медицинское использование
Смола деревьев содержит ядовитые вещества, используется в медицине.
Сырьём являются все части растения. Содержит латекс, эфирное масло. Смолистые вещества, выделяющиеся у основания молодых плодов, из коры и при подсечке корней, могут заменять канадский бальзам.
Применяется при кашле, дизентерии, для лечения сибирской язвы. Цветки используются для получения масла, которое применяется при лечении ожогов. Масло получаемое из семян, используется для лечения ревматизма.
Включено в Фармакопею Индии, применяется в сочетании с имбирём. Применяется в азиатской медицине и разрешено к применению в ряде стран Западной Европы.

## Культурное значение
В буддизме тхеравады мезуя считается деревом просветления будд прошлого Мангалы, Суманы, Реваты и Собиты.